# María Teresa Miras Portugal
María Teresa Miras Portugal   (O Carballiño, 19 de febrer de 1948 - Madrid, 27 de maig de 2021) va ser una científica espanyola, catedràtica de Bioquímica i Biologia molecular de la Universitat Complutense de Madrid (UCM), i presidenta de la Reial Acadèmia Nacional de Farmàcia.

## Biografia
Va estudiar farmàcia, primer a Santiago de Compostel·la, i va finalitzar aquests estudis a la Universitat Complutense de Madrid amb Premi Extraordinari i Premi Nacional de la Llicenciatura de Farmàcia el 1971. A més, des del 1975 era “Docteur Sciences” per la Universitat d'Estrasburg, i va obtenir també, més tard, el doctorat en Farmàcia per la Universitat Complutense de Madrid. Des del 1982 era catedràtica de Bioquímica i Biologia Molecular a les Universitats d'Oviedo, de Múrcia i la Complutense de Madrid. Es va dedicar a la recerca durant més de 40 anys.
Estava casada i tenia dos fills.
Estava especialitzada en l'estudi dels receptors de nucleòtids i la seva repercussió en malalties neurodegeneratives, i la seva recerca es va dirigir fonamentalment a les neurociències (funcionament sinàptic, neurotransmissió intervinguda per nucleòtids, interacció de neurotransmissors, etc.)
Va publicar més de 200 articles de recerca en revistes especialitzades, i compaginava la seva labor docent i institucional amb la recerca. El 2012 va ser nomenada presidenta del Comitè d'Experts per a l'estudi de la necessitat de reformes a la universitat espanyola.
Entre molts altres premis i reconeixements a la seva labor investigadora i docent, l'any 2011 la Comunitat de Madrid li va concedir el Premi de Recerca Miguel Catalán, per tota la seva trajectòria professional.